# 小行星52760
(52760) 1998 ML14 (也可写作(52760) 1998 ML14)是一颗尚未命名的近地小行星, 同时也是一颗火星横断轨道小行星. (52760) 1998 ML14于1998年由LINEAR发现. 其直径大约为1.5千米.在发现後不久, 阿雷西沃的天文台和金石天文台（Goldstone Observatory）使用雷达对1998 ML14作出了测绘. 研究显示小行星自转周期为15小时, 形状大致为球状，只有一些突出和凹陷.